# Association Sportive de Pikine
L'Association Sportive de Pikine è una squadra di calcio senegalese con sede a Pikine.
Fondata nel 1974, nel corso della sua storia ha vinto 1 Ligue 1 ed 1 Coupe du Sénégal.
Il Pikine gioca le sue partite allo Stadio Alassane Djigo, di 4000 spettatori.

## Storia
Fondato nel 1974, il Pikine ha vinto il suo primo campionato nel 2014, anno in cui ha vinto anche la sua prima Coupe du Sénégal, realizzando dunque l'accoppiata campionato-coppa.

## Strutture

### Stadio
Il Pikine gioca le sue partite interne allo Stadio Alassane Djigo, dotato di una capienza di 4000 spettatori.

## Palmares

### Competizioni nazionali
- Campionato senegalese: 1

2013-2014
- Coppa del Senegal: 1

2014

### Altri piazzamenti
- Campionato senegalese:

Terzo posto: 1981, 2013